# Sovjetunionen
Sovjetunionen (russisk: Сою́з Сове́тских Социалисти́ческих Респу́блик, CCCP, tr. Sojúz Sovétskikh Sotsialistítjeskikh Respúblik, SSSR; Unionen af socialistiske sovjetrepublikker, USSR) var en erklæret socialistisk stat i det østlige Europa og Asien fra 1922 til 1991. Sovjetunionen var en sammenslutning af 15 formelt autonome republikker med Rusland som den største og klart dominerende delrepublik. Den russiske sovjetrepubliks dominans var blandt årsagerne til, at Sovjetunionen ofte blev omtalt som "Rusland" eller "Sovjet-Rusland" i Vesten, selv om denne betegnelse ikke var nøjagtig.

## Historie
Sovjetunionen voksede frem i efterdønningerne af første verdenskrig, da det gamle russiske kejserrige gik under som følge af Den russiske revolution. Efter den kaotiske russiske borgerkrig fik Vladimir Lenins bolsjevikker tilkæmpet sig magten over størstedelen af det gamle russiske rige. Efter Lenins død gik magten til Josef Stalin, som med en kombination af planøkonomi, tvangskollektiviseringer og enorme udrensninger gennemførte en storstilet industrialisering og omvæltning af landbrugsproduktionen.
Under Stalins ledelse førte Sovjetunionen i 1930'ernes sidste år en aggressiv og ekspansionistisk udenrigspolitik. Efter indgåelsen af en overraskende ikke-angrebspagt med det nationalsocialistiske Tyskland angreb Sovjetunionen Polen, Finland og de baltiske lande i årene 1939–1940
I 1941 blev Sovjetunionen imidlertid angrebet af Hitlers Tyskland. Tyskland førte en regulær udryddelseskrig på sovjetisk territorium, og over 20 millioner sovjetborgere mistede livet i 1941-45. Sovjetunionens svar blev en omfattende omstrukturering af industriproduktionen og de væbnede styrker samt indgåelse af en alliance med Storbritannien og USA. Efter fire år med de mest omfattende krigshandlinger verden til dato har set, rykkede sovjetiske styrker i april 1945 ind i Berlin, hvorefter den tyske regering endelig kapitulerede til bl.a. den sovjetiske general Georgij Zjukov i Berlin-forstaden Karlshorst. Herefter stod Sovjetunionen, der havde spillet en helt afgørende rolle for Tysklands nederlag, tilbage som den ene af efterkrigstidens to supermagter.
I anden halvdel af 1940'erne stod Sovjetunionen bag indsættelsen af sovjettro og kommunistiske regeringer i de sovjetisk kontrollerede områder af Østeuropa. Dette førte til spændinger mellem det kapitalistiske Vesten ledet af USA og det kommunistiske Østeuropa, der i høj grad var underlagt sovjetisk kontrol. De to blokke var repræsenteret af NATO og Warszawapagten.
Den kolde krig, den ideologiske og politiske kamp mellem disse to blokke, kom til at præge Sovjetunionen i resten af dens levetid. I løbet af 1980'erne blev det klart, at Sovjetunionen i det lange løb ikke kunne holde trit med markedsøkonomierne i Nordamerika, Vesteuropa og Asien. Mikhail Gorbatjovs indsættelse som generalsekretær for det kommunistiske parti og senere præsident for Sovjetunionen, markerede et vendepunkt. Hans regering indførte herefter en lang række reformer, der skulle gøre landet mere åbent og effektivisere landets økonomi. Denne nye åbenhed gav dog samtidig mulighed for, at de nationale bevægelser rundt omkring i Sovjetunionens magtsfære kunne kræve selvstændighed. I 1990-91 gik det før så mægtige Sovjetunionen i opløsning. Rusland blev herefter opfattet som den egentlige arvtager til Sovjetstaten.

## Sovjetunionen var en totalitær stat
I historieskrivningen er der almindelig enighed om, at Sovjetunionen fungerede som en totalitær stat, der navnlig i perioden omkring borgerkrigen 1920-21 samt i Stalinperioden gennemførte voldsomme overgreb på sin befolkning. Tilsvarende begivenheder gjorde sig gældende i de østeuropæiske lande, der endte inden for den sovjetiske magtsfære umiddelbart efter 2. verdenskrig. I denne forbindelse spillede koncentrationslejrsystemet Gulag en central rolle, og særlig i Stalinperioden havde tvangsarbejdere indsat i Gulag stor betydning for den sovjetiske økonomi. Alt i alt førte overgrebene, som hovedsageligt – men langt fra udelukkende – fandt sted under Stalin, til ca. 20 millioner dødsofre.
Det sovjetiske samfundssystem var domineret af kommunistpartiet, et parti, som selv mente, at det byggede på marxistisk-leninistiske principper. Kommunistpartiet var landets statsbærende parti, og var det eneste tilladte parti. Generalsekretæren i partiet var Sovjetunionens mægtigste person, og havde i lange perioder langt mere magt og indflydelse end regeringen og parlamentet.. Sovjetunionen var verdens største planøkonomi, hvor alle større aspekter af den sovjetiske økonomi blev styret centralt fra hovedstaden Moskva, blandt andet gennem såkaldte femårsplaner. Landet var præget af ringe politisk frihed. Det hemmelige politi NKVD (efter 1945 KGB) overvågede store dele af samfundet.

## Geografi
Sovjetunionen var med sine 22.402.200 kvadratkilometer verdens største stat og dækkede en sjettedel af verdens beboede landområde. Størrelsen på landet kan sammenlignes med hele kontinentet Nordamerika. Den vestlige del af Sovjetunionen lå i Europa og udgjorde omtrent 25 % af landets samlede areal. Denne del var landets kulturelle og økonomiske tyngdepunkt med Moskva og Leningrad som tyngdepunkter. Den asiatiske del af Sovjetunionen startede ved Uralbjergene og strakte sig derfra til Stillehavet i øst til Iran og Afghanistan i syd, og til Ishavet i nord. Denne del var langt tyndere befolket end den europæiske del. Fra Kaliningrad i vest til Diomedesøerne i øst var der over 10.000 kilometer og 11 tidszoner, og fra Nordishavet i nord til Kusjka ved den afghanske grænse var der næsten 5.000 kilometer.
Sovjetunionens grænselinjer målte over 60.000 kilometer, og var dermed verdens længste. Landet grænsede op til Nordkorea, Folkerepublikken Kina, Mongoliet, Afghanistan, Iran og Tyrkiet i Asien, mens det i Europa grænsede op til Rumænien, Ungarn, det tidligere Tjekkoslovakiet, Polen, Finland og Norge. Helt i øst skilte Beringstrædet på blot 86 kilometer Sovjetunionen fra USA.
De fleste naturgeografer delte landet ind i fem distinkte klimazoner. I nord lå tundraen, træløse områder med permafrost. Derefter kom taigaen, det sibiriske skovområde med nåletræer. Syd for taigaen lå de gigantiske stepper, skovløst sletteland, hvor der blev dyrket landbrug. Længere mod syd lå tørre områder, ofte med ørken. De sydligste områder af Sovjetunionen, især omkring Kaukasus og i Centralasien ved grænsen til Afghanistan, var domineret af bjergkæder. 11 % af arealet var landbrugsjord, 16 % var eng eller græsningsareal, 41 % var skov og resten, 32 %, var tundra og andet.
Sovjetunionens længste flod var Irtysj, som sammen med Ob danner verdens syvendelængste flod på 5.410 kilometer. Derefter kom Lena på 4.472 kilometer og Amur (delvis langs grænsen til Folkerepublikken Kina) på 4.444 kilometer. Sovjetunionens højeste bjerg var Kommunistbjerget (i dag Ismail Samani) i Tadsjikistan på 7.495 meter. Næsthøjest var Sejrstoppen i Kirgisistan på 7.439 meter, med Leninbjerget på grænsen mellem Tadsjikistan og Kirgisistan som nummer tre med 7.134 meter. I den europæiske del af Sovjetunionen var Elbrus det højeste bjerg med sine 5.642 meter, mens Volga på 3.692 kilometer var den længste flod. Elbrus er i dag stadig det højeste bjerg både i Rusland og på det europæiske kontinent.
Sovjetunionen havde også flere af verdens største indsøer. Verdens største indsø, Det kaspiske hav, lå hovedsagelig i Sovjetunionen (sydkysten grænsede mod Iran). Andre store indsøer var Bajkalsøen, som også er verdens dybeste, og Aralsøen, som var verdens fjerde største indsø i 1960, men som nu næsten er helt udtørret som følger af en kæmpe miljøkatastrofe. grundet af omfattende afvanding til landbrug i området ved at vende de tilstrømmende floder Syrdarja og Amu Darja for at gøre bomuldsdyrkning muligt.

## Demografi

### Folketal
Sovjetunionen havde omtrent 293 millioner indbyggere i 1991, og var på det tidspunkt verdens tredje mest befolkede stat efter Folkerepublikken Kina og Indien. Dette gav en befolkningstæthed på 13 personer pr. kvadratkilometer. Befolkningen var ujævnt fordelt, og befolkningstætheden gik fra 129 personer pr. kvadratkilometer i Moldova helt i vest til seks personer pr. kvadratkilometer i Kasakhstan.
23 byer havde mere end én million indbyggere i 1989. Landets største by og hovedstad var Moskva med ni millioner indbyggere, mens Leningrad (i dag St. Petersborg) var den næststørste med fem millioner. Blandt de andre større byer var delrepublikhovedstæderne Minsk, Kijev, Baku og Tasjkent.
| Republik                           | 1913    | 1926    | 1939    | 1950    | 1959    | 1966    | 1970    | 1973    | 1979    | 1987    | 1989    | 1991    |
| ---------------------------------- | ------- | ------- | ------- | ------- | ------- | ------- | ------- | ------- | ------- | ------- | ------- | ------- |
| Russiske SFSR                      | 89.900  | 92.737  | 108.379 |         | 117.534 | 126.561 | 130.079 | 132.151 | 137.410 | 145.311 | 147.386 | 148.548 |
| Ukrainske SSR                      | 35.210  | 29.515  | 40.469  |         | 41.869  | 45.516  | 47.127  | 48.243  | 49.609  | 51.201  | 51.704  | 51.944  |
| Hviderussiske SSR                  | 6.899   | 4.983   | 8.910   |         | 8.055   | 8.633   | 9.002   | 9.202   | 9.533   | 10.078  | 10.200  | 10.260  |
| Usbekiske SSR                      | 4.366   | 4.660   | 6.440   |         | 8.261   | 10.581  | 11.960  | 12.902  | 15.389  | 19.026  | 19.906  | 20.708  |
| Kasakhiske SSR                     | 5.565   | 6.037   | 5.990   |         | 9.154   | 12.129  | 12.849  | 13.705  | 14.684  | 16.244  | 16.538  | 16.793  |
| Georgiske SSR                      | 2.601   | 2.677   | 3.540   |         | 4.044   | 4.548   | 4.686   | 4.838   | 4.993   | 5.266   | 5.449   | 5.464   |
| Aserbajdsjanske SSR                | 2.339   | 2.314   | 3.205   |         | 3.698   | 4.660   | 5.117   | 5.420   | 6.027   | 6.811   | 7.029   | 7.137   |
| Litauiske SSR                      |         |         | 2.880   |         | 2.711   | 2.986   | 3.128   | 3.234   | 3.392   | 3.641   | 3.690   | 3.728   |
| Moldoviske SSR                     | 2.056   | 2.452   | 2.452   | 2.290   | 2.885   | 3.368   | 3.569   | 3.721   | 3.950   | 4.185   | 4.341   | 4.366   |
| Lettiske SSR                       |         |         | 1.885   |         | 2.093   | 2.262   | 2.364   | 2.430   | 2.503   | 2.647   | 2.681   | 2.681   |
| Kirgisiske SSR                     | 864     | 1.002   | 1.458   |         | 2.066   | 2.652   | 2.933   | 3.145   | 3.523   | 4.143   | 4.291   | 4.422   |
| Tadsjikiske SSR                    | 1.034   | 1.032   | 1.484   |         | 1.981   | 2.579   | 2.900   | 3.194   | 3.806   | 4.807   | 5.112   | 5.358   |
| Armenske SSR                       | 1.000   | 881     | 1.282   |         | 1.763   | 2.194   | 2.492   | 2.672   | 3.037   | 3.412   | 3.283   | 3.376   |
| Turkmenske SSR                     | 1.042   | 998     | 1.252   |         | 1.516   | 1.914   | 2.159   | 2.364   | 2.765   | 3.361   | 3.534   | 3.576   |
| Estiske SSR                        |         |         | 1.052   |         | 1.197   | 1.285   | 1.356   | 1.405   | 1.465   | 1.556   | 1.573   | 1.582   |
| USSR i alt                         | 159.200 | 147.028 | 190.678 | 178.500 | 208.827 | 231.868 | 241.720 | 248.626 | 262.085 | 281.689 | 286.717 | 289.943 |
| Alle befolkningstal er i tusinder. |         |         |         |         |         |         |         |         |         |         |         |         |

### Etniske grupper
Sovjetunionen var en af verdens mest multietniske stater med over 200 forskellige etniske grupper. Etniske russere udgjorde majoriteten af Sovjetunionens indbyggere. Den relative andel af russere var dog i det meste af sovjettiden for nedadgående, i 1989 var tallet helt nede på 50,8 %. Andelen af slaver (hovedsagelig ukrainere, hviderussere og russere) var på samme tidspunkt på 69,74 %. De centralasiatiske muslimer udgjorde sammen med aserbajdsjanere 14,30 %, armeniere og georgiere tilsammen 4 %, moldovere 1,9 % og de baltiske folkegrupper tilsammen 1,94 % af den totale sovjetiske befolkning (alle tal fra 1989).
De fleste ikke-russiske folkegrupper boede stort set alle i deres respektive sovjetrepublikker og andre autonome områder. Blandt de etniske russere var der imidlertid en del, som boede udenfor den russiske sovjetrepublik. I Ukraine var andelen af russere i 1989 21,1 %, mens den i Letland og i Estland var henholdsvis 32,8 % og 27,9 %. I Kasakhstan var andelen russere faktisk større end andelen af kasakher, med henholdsvis 40,8 % og 36,0 %. Dette er i dag en kilde til etniske stridigheder i de nævnte, nyoprettede stater.
Sovjetiske forskere mente længe, at urbaniseringen i landet ville føre til en forening af de forskellige etniske grupper omkring et fælles "socialistisk værdisæt". Den stigende urbanisering, bevægelsen fra land til by, ville ifølge sovjetisk teori føre til en udviskning af de etniske forskelligheder, eftersom byernes erhvervskultur ville erstatte den lokale og regionale bondebaserede folkekultur. Dette viste sig at være en myte, og det lykkedes ikke sovjetmyndighederne at samle de mange etniske folkeslag omkring en fælles sovjetisk nationalfølelse.

### Religion
Der blev ikke publiceret officielle tal over religiøse tilhørsforhold i Sovjetunionen, og landet var officielt ateistisk. Den kommunistiske ideologi, som var grundlaget for den sovjetiske stat, var i sin form anti-religiøs. Vestlige kilder anslog imidlertid, at omtrent en tredjedel af indbyggerne var aktivt religiøse. De vigtigste religioner i landet var kristendommen og islam. Indenfor kristendommen var det den ortodokse kirke, som havde størst tilslutning, men landet havde også katolikker og forskellige protestantiske trossamfund. Størsteparten af muslimerne i landet tilhørte sunniislam. Der var også en jødisk minoritet i landet.
Et klart flertal af indbyggerne var dog ikke-religiøse, dette gjaldt specielt medlemmer af kommunistpartiet og andre i høje statslige stillinger, hvor åben religiøsitet kunne være en hæmsko for karrieremulighederne. Ateisme blev fremelsket i skolen, og staten undertrykte religion i varierende grad gennem hele Sovjetunionens levetid. For eksempel var kun 500 af de 54 000 kirker i landet fra før revolutionen åbne i 1941.

### Sprog
Russisk var det dominerende sprog i Sovjetunionen og blev brugt i erhvervslivet, forsvaret, partiet og i statsforvaltningen. Alle havde imidlertid ifølge loven ret til at benytte sig af sit eget modersmål. I officielt sprogbrug blev russisk dog omtalt som "sproget for venskab og samarbejde for folkene i Sovjetunionen". I 1975 udtalte generalsekretær Bresjnev, at "i den udviklede socialisme, når økonomien i vort land er smeltet sammen i et sammenhængende økonomisk kompleks; når der er opstået et nyt historisk begreb – det sovjetiske folk – er der en objektiv vækst i det russiske sprogs rolle som sproget i international kommunikation, når man bygger kommunismen, i uddannelsen af det nye menneske! Sammen med ens eget modersmål vil det at kunne tale flydende russisk, noget som af sovjetfolket er blevet frivilligt accepteret som en fælles historisk arv, bidrage til en yderligere stabilisering af den politiske, økonomiske og åndelige enhed af det sovjetiske folk".
I Sovjetunionen blev der talt hundredvis af forskellige sprog og dialekter fra flere forskellige sproggrupper. De østslaviske sprog russisk, hviderussisk og ukrainsk dominerede i den europæiske del af Sovjetunionen, mens de baltiske sprog litauisk og lettisk og det finsk-ugriske sprog estisk blev brugt sideløbende med russisk i Baltikum. I Kaukasus blev det tyrkiske sprog aserbajdsjansk brugt ved siden af armensk og georgisk. I de russiske nordlige områder var der flere minoritetsgrupper, som talte forskellige uralske sprog, mens de fleste sprog i Centralasien var tyrkiske. Undtagen i Centralasien, hvor der blev talt tadsjikisk, som er et iransk sprog.
I 1918 blev der udsendt et dekret om, at alle nationaliteter i Sovjetunionen havde ret til uddannelse på deres eget sprog. Det førte til, at der også måtte udarbejdes skriftsprog for de sprog, som ikke havde noget. Det fonetiske princip blev lagt til grund for alfabetiseringen. De nye ortografier brugte enten det kyrilliske, det latinske eller det arabiske alfabet, alt afhængig af sprogbrugernes geografiske tilholdssted og kulturelle tilknytning. Efter 1937 blev det kyrilliske alfabet brugt for alle sprogene, som havde fået nyt skriftsprog efter 1917. Hovedbegrundelsen var, at det skulle være lettere for de sproglige minoriteter at lære skriftsproget for både russisk og deres eget modersmål. I 1960 blev skolelovene ændret, og oplæringen blev mere domineret af russisk. Undervisningen på minoritetssprog gik kraftig tilbage. I slutningen af sovjetperioden foregik næsten al undervisning på russisk i hele unionen.

### Levealder og børnedødelighed
Efter kommunisternes magtovertagelse gik den forventede levealder markant op for alle aldersgrupper. Et nyfødt barn havde i 1926-27 en forventet levealder på 44,4 år, i forhold til 32,3 år tredive år tidligere. I 1958-59 var den forventede levealder for nyfødte oppe på 68,6 år.
Trenden fortsatte ind i 1960'erne, da den forventede levealder i Sovjetunionen gik forbi den forventede levealder i USA. Fra 1964 stoppede trenden. Mens levealderen for kvinder holdt sig nogenlunde stabil gik den dramatisk ned for mænd. De fleste vestlige kilder lagde skylden på øget alkoholmisbrug og et dårligere sundhedsvæsen, og denne teori blev også i det skjulte accepteret af de sovjetiske myndigheder.
Faldet i børnedødeligheden fladede efterhånden også ud, og lidt efter lidt begyndte børnedødeligheden til og med at stige. Efter 1974 holdt myndighederne op med at publicere statistikker over dette. Denne udvikling kan delvis forklares med, at antallet fødsler gik drastisk op i de asiatiske dele af landet, hvor børnedødeligheden var højest, mens antallet fødsler gik markant ned i den mere udviklede europæiske del af Sovjetunionen. For eksempel gik antallet fødsler pr. indbygger i Tadsjikistan op fra 1,92 til 2,91 fra 1958-59 til 1979-80, mens tallet i Letland var helt nede på 0,91 i 1979-80.

### Emigration
På trods af strenge regler, som skulle forhindre emigration, ønskede mange sovjetborgere at søge lykken andre steder. Ønsket om at udvandre gjaldt specielt jøder, da disse ofte følte sig udsat for antisemitiske holdninger i samfundet og antijødiske kampagner fra staten. I Stalin-tiden og også kort derefter var mulighederne for at forlade landet små, men fra midten af 1960'erne blev der så småt åbnet for udvandring til Israel. Størstedelen af de jøder, som emigrerede i denne periode kom fra de vestlige områder af Sovjetunionen, som var blevet erobret i forbindelse med 2. verdenskrig, og disse emigranter havde ofte zionistiske motiver for at flytte.

## Historie
Sovjetunionen anses som regel for at være efterfølger til Det russiske kejserdømme og de kortvarende provisoriske regeringer i 1917 under Georgij Lvov og senere Aleksandr Kerenskij før kommunisternes magtovertagelse i slutningen af samme år. Den sidste zar, Nikolaj 2., styrede Rusland frem til marts 1917, hvor han blev tvunget til at abdicere under presset fra den første russiske revolution. I november 1917 tog Vladimir Lenin magten i det, som blev kendt som Oktoberrevolutionen, den anden russiske revolution i 1917. Fra 1917 til 1922 var Den russiske socialistiske føderative sovjetrepublik og de andre sovjetrepublikker uafhængige lande, før de gik sammen om dannelsen af Sovjetunionen i december 1922.

### Revolutionen og dannelsen af Sovjetstaten
Moderne revolutionære tendenser i det russiske rige begyndte med Dekabristoprøret i 1825. Selvom livegenskabet var blevet afskaffet i 1861, herskede der stadig dårlige vilkår for bønderne, noget som gav næring til revolutionære bevægelser. I kølvandet på 1905-revolutionen blev et parlament – Statsdumaen – oprettet i 1906, men zaren modsatte sig fortsat forsøget på at omdanne landet til et konstitutionelt monarki. Den sociale uro blandt bønder og arbejdere fortsatte, og problemerne blev under første verdenskrig yderligere forstærket af de mange dræbte og madmangelen i de større byer.
En spontan folkeopstand i Petrograd (vore dages Skt. Petersborg) i marts 1917 gjorde en ende på zarens styre, i det som pga. den anderledes russiske kalender blev kendt som Februarrevolutionen. Zarens autoritære styre blev erstattet af en mere liberal, provisorisk regering, men denne formåede ikke at trække landet ud af den ødelæggende verdenskrig. Samtidig begyndte sovjetter, arbejderråd, at opstå over hele landet, hvor bolsjevikkerne under Lenins ledelse arbejdede for en ny, socialistisk revolution, der skulle få Rusland ud af krigen. I Oktoberrevolutionen i november 1917 tog bolsjevikkerne magten fra den liberale regering. Den 3. marts 1918 blev der indgået en tysk-russisk seperatfred, Brest-Litovskfreden.
Oktoberrevolutionen blev efterfulgt af Den russiske borgerkrig, en blodig krig mellem "De hvide", en sammenslutning af nationale, liberale og borgerlige modstandere af kommunisterne, og "De røde". På trods af engelsk, fransk og amerikansk intervention på "de hvides" side endte det med sejr for det kommunistiske sovjetstyre i 1921. En krig med Polen blev afsluttet med Riga-freden samme år. En fred, som fastsatte landets nye grænse i vest.
De vestlige staters intervention skal findes i en angst for, at kommunismen ville sprede sig, hvis den først fik fodfæste i Rusland. Grunden til Sovjetstyrets sejr skal findes i, at styret formåede at fremstille sig som forsvarere af nationen, eftersom de kontrollerede det russiske kerneland. "De hvide" havde i på den anden side svært ved at vinde popularitet for deres russisk-nationale sag, da de ofte besad yderpositioner i riget, hvor andre nationaliteter og folkeslag holdt til. Desuden havde "de hvide" pga. modstridende interesser svært ved at samarbejde.

### Samlingen af sovjetrepublikkerne
I slutningen af december 1922 gik delegationer fra Den russiske socialistiske føderative sovjetrepublik, Den ukrainske socialistiske sovjetrepublik, Den hviderussiske socialistiske sovjetrepublik og Den transkaukasiske socialistiske føderative sovjetrepublik sammen og forhandlede sig til en unionsaftale. Aftalen blev godkendt af Den første sovjetkongres og endelig underskrevet den 30. december. Den første stat, som anerkendte Sovjetunionen, var Den Irske Republik. Flere stater fulgte og den 1. februar 1924 blev Sovjetunionen anerkendt af den tidligere militære fjende Storbritannien.
Allerede fra begyndelsen satte bolsjevikkerne gang i en massiv omvæltning af samfundssystemet. I 1920 kom GOELRO, en plan som blandt andet indebar en intensiv elektrificering af landet og en efterfølgende omstrukturering af økonomien. Gennem planen blev der bygget en lang række store vandkraftværker, blandt andet Dneproges i Ukraine, og vandkraften muliggjorde en begyndende industrialisering. GOELRO blev prototypen for de senere femårsplaner.

### Stalin kommer til magten
Efter den russiske revolution blev Stalin valgt til generalsekretær i Sovjetunionens kommunistiske parti i 1922. Hen imod slutningen af sit liv var Lenin oftere og oftere i konflikt med Stalin. Lenin mente blandt andet, at Stalin var en alt for grov type til at blive generalsekretær.
Allerede siden 1917 havde der eksisteret en lille gruppe inden for centralkomiteen, som fik det uofficielle tilnavn triumviratet. Denne gruppe bestod af Stalin, Kamenev og Zinovjev. Zinovjev var leder for Komintern, mens Kamenev fungerede som leder for Politbureauet i Lenins sygefravær. Kort før Oktoberrevolutionen havde Lenin forsøgt at få et partiudvalg til at ekskludere Zinovjev og Kamenev fra partiet, med beskyldninger om, at de skulle have røbet bolsjevikkernes planer om revolution for den borgerlige regering. Dette blev imidlertid afværget af Stalin. Triumviratets hovedmodstander var Lev Trotskij.
Den 16. december 1922 var det af sygdomsgrunde slut med Lenins lederrolle i sovjetisk politik. Kort tid efter var Lenin ude af stand til at arbejde, og dette fortsatte frem til hans død. Lægerne forbød ham enhver form for anstrengelse, for dette ville blot fremskynde hans død. Triumviratet befæstede nu sin stilling, og formåede at holde trotskisterne uden for reelle magtpositioner. Lenins død i 1924 åbnede endeligt op for en magtkamp mellem fløjene.
I en skrivelse til centralkomiteen anklagede Trotskij triumviratet for at være længere væk fra arbejderstatens idealer end krigskommunismens regime under borgerkrigen. Han opfordrede den gamle garde til at lade de yngre generationer komme til. Dette havde dog ikke den ønskede effekt, og Trotskij blev selv ekskluderet fra partiet ved udgangen af 1927. Han blev først forvist til sovjetrepublikken Kasakhstan, og senere landsforvist fra Sovjetunionen. Trotskij endte sine dage i 1940 i Mexicansk eksil som offer for et attentat.
Men omtrent samtidig brød også triumviratet sammen: Kamenev og Zinovjev kom i opposition til Stalin, som til gengæld fandt nye støtter i Nikolaj Bukharin, Jan Rudzutak, Mikhail Frunze og Feliks Dzierżyński. Kamenev og Zinovjev blev fjernet fra deres magtpositioner i 1926. Under Moskvaprocesserne omkring ti år efter blev disse dødsdømt og henrettet.
Fra 1927 havde Stalin fået al magt i Sovjetunionen. Officielt var han blot generalsekretær i kommunistpartiet, men alle afgørelser af betydning skulle ske igennem Stalin.

### Industrialisering, kollektivisering og udrensninger
Efter den såkaldte krigskommunisme under borgerkrigen havde Lenin indført NEP-politikken i 1920'erne for at genrejse økonomien. Stalins vision var anderledes – han mente, at det på kort tid var nødvendigt med opbygningen af et stærkt statsapparat for at forberede Sovjetunionen til en fremtidig krig. Han mente, at udviklingen hen imod et socialistisk samfund kunne forceres ved at mobilisere landets ressourcer gennem stærk statslig styring. Han fik partiet til at vedtage femårsplaner for industrialisering, med hovedvægt på at udbygge tungindustrien, grundlaget for en militær oprustning.
Som en del af politikken om større statslig styring blev jordbruget tvangskollektiviseret. For at finansiere den kraftige industrielle udbygning skulle den velstående del af bondeklassen betale, og jordbruget skulle mekaniseres således at der blev frigivet arbejdskraft for industrien. Som en konsekvens af denne statslige tvangskollektivisering besluttede store dele af de rigeste bønder (russisk: kulak) at ødelægge afgrøder og slagte mange af dyrene, så de ikke skulle blive overtaget af staten. Aktioner, der var medvirkende til omfattende hungersnød i Sovjetunionen. De aktionerende kulakker blev enten forflyttet, sendt i tvangsarbejdslejre eller henrettet for væbnet modstand mod kollektiviseringen.
Industrialiseringen var til en stor grad vellykket. Sovjetunionen byggede store industrivirksomheder og kraftværk, som forsynede både bedrifter og husholdninger med strøm. Fra 1925 til 1940 øgedes industriproduktionen i Sovjetunionen kraftigt, selv om den officielle statistik antagelig overdrev væksten betydeligt.
Kollektiviseringen af landbruget mødte stor modstand blandt fortrinsvis storbønderne, som blev slået ned med hårde midler. I 1932–1933 sørgede Stalin for at øge eksporten af korn fra Ukraine til 44 procent. Gennem denne øgning blev mængden af fødevarer knap. Bønderne blev overvåget af kommunistpartikommissærer, NKVD og regulære hærstyrker, der sørgede for, at bønderne ikke gemte deres korn og at den af staten fastsatte produktionskvote blev mødt. Endvidere blev der indført et internt pas, der gjorde det umuligt for bønder at flytte for at finde mad andre steder. Resultatet blev en hungersnød i Ukraine, Nordkaukasus og nedre Volga som krævede 7−10 millioner menneskeliv, hvoraf de allerfleste var ukrainere. Ifølge historikeren Alan Bullock var kornhøsten ikke værre end den i 1931 det var ikke dårlige år, men det var de hensynsløst håndhævede indkrævninger fra staten, som forårsagede hungersnøden. Stalin nægtede at frigive store reservelagre af korn, som kunne have lindret hungersnøden og fortsatte med at eksportere en masse ukrainsk korn til udlandet. Han var overbevist om, at ukrainske bønder gemte deres korn og sørgede for, at strenge nye antityverilove blev håndhævet på kollektivbrugene.
I sidste halvdel af 1930'erne indledtes Moskva-processerne, også kendt som "skueprocesserne". Under disse processer, der pga. deres ensidige bevisførelse ikke havde meget med retssager at gøre, blev en lang række mennesker dømt for mere eller mindre fiktive forbrydelser. Mange blev dømt til døden. Blandt andet blev en stor del af eliten, både inden for hæren og i intelligentsiaen, udryddet under disse processer. Sovjetunionen i trediverne var præget af Stalins paranoia og angst for, at nogen skulle vælte ham. Dette gik ud over alle, både skyldige og uskyldige.

### Sovjetisk aggression og Anden verdenskrig
Den sovjetiske udenrigspolitik havde haft som mål at undgå en ny krig med de kapitalistiske stormagter og hvis muligt at etablere en bufferzone af kommunistiske satellitstater omkring Sovjetunionen. Efter at forsøget på at indgå aftaler med Storbritannien og Frankrig var mislykkedes, underskrev landet i august 1939 en ikke-angrebspagt med Nazi-Tyskland. Samtidig med at Hitler angreb Polen vestfra, okkuperede Den røde armé den østlige del af landet, og indlemmede området i Sovjetunionen. Derefter okkuperede landet de baltiske stater og det nordlige Rumænien (Moldavien), som i henhold til Molotov-Ribbentropaftalen var defineret som sovjetisk interessesfære. Et forsøg på at okkupere Finland mislykkedes under den finske vinterkrig.
Ikke-angrebspagten med Tyskland varede ikke længere end til 22. juni 1941, da Tyskland invaderede Sovjetunionen. Den sovjetiske hær var pga. Stalins udrensninger af officerer dårligt organiseret og ikke forberedt på angrebet, og tyskerne rykkede hurtigt dybt ind på sovjetisk territorium og nåede udkanten af Moskva i december 1941. Da krigslykken gradvis vendte i 1942, skyldtes dette hovedsagelig en omorganisering af det sovjetiske officerskorps, blandt andet ved at arresterede officerer blev benådet og sendt til fronten. Tvangsudskriving af civile og fanger sikrede Den røde armé en nærmest ubegrænset adgang til nye rekrutter. Betydelige leverancer af militært udstyr, særlig lastbiler og uniformer, fra de vestlige allierede spillede også en vigtig rolle. Sovjetledelsen tonede også sin klassekampsretorik noget ned og fremholdt, at nationen var i fare, det var livsvigtigt, at alle samfundslag deltog i landets forsvar. I denne tid brugte sovjet-ledelsen i høj grad patriotismen for at opildne sovjetborgerne til opofrelse.
Det tyske angreb medførte, at Sovjetunionen gik med i alliancen mellem Storbritannien og Frankrig i kampen mod Tyskland og Italien. Under ledelse af dygtige generaler som blandt andet Zjukov fik de sovjetiske styrker i løbet af 1943 efterhånden presset tyskerne stadigt længere tilbage. Ved Teherankonferencen i 1943 og Jaltakonferencen i 1945 blev de overordnede aftaler omkring grænsedragningerne efter krigen. Som følge af disse aftaler annekterede Sovjetunionen byen Königsberg med omgivelser fra Tyskland og tog også en stor del af det østlige Polen, der blev kompenseret ved en stor del af det østlige Tyskland. Letland, Litauen og Estland var også blevet indlemmet i Sovjetunionen allerede i sommeren 1940. Da sovjetiske tropper igen stod i disse lande blev de igen en del af Sovjetunionen. Grænsedragningerne betød en omfattende etnisk rensning, hvor millioner af mennesker blev forflyttet. Især polakker, men også mange andre.

### Den kolde krig, Sovjetunionen som supermagt
Den kolde krig (1948–1989) er betegnelsen for den rivalisering, som udviklede sig mellem to forskellige grupper af nationer med forskellig ideologi og forskellige økonomiske og politiske systemer. På den ene side stod Sovjetunionen og dens allierede, også kaldet Østblokken med Warszawa-pagten som bærende forsvarssamarbejde. På den anden side stod USA og dets allierede, ofte refereret til som Vestblokken, der samledes i forsvarsalliancen Nato. Selv om de to blokke stod skarpt over for hinanden, så var der dog stor forskel i de forskellige blokkes opbygning. I NATO byggede medlemskab på frivillighed, mens dette ikke var tilfældet for landene i Østeuropa, hvis medlemslande var påtvunget et kommunistisk system og derfor i realiteten havde karakter af satellitstater. Konflikten blev kaldt den kolde krig fordi den aldrig førte til direkte kampe, en "varm" krig. Perspektiverne i en krig mellem de to blokke, der ville blive kæmpet med Atomvåben, var alt for dystre, til at nogen turde tage skridtet og indlede en krig. Sovjetunionen havde i 1949 fået atomvåben, USA allerede i 1945.
Begge parter støttede igennem den kolde krig andre lande og organisationer, både økonomisk og militært, som var i strid med den anden part. Den kolde krig blev altså præget af bipolære konflikter som eksempelvis Koreakrigen og Vietnamkrigen, hvor Sovjetunionen støttede regimer, der var i modsætning til USA. Den kolde krig endte i 1989, da Berlinmuren faldt, eller endeligt i 1991, da Sovjetunionen blev opløst.
Som resultat af den sovjetiske fremrykning i den sidste del af 2. verdenskrig havde Den røde armé taget kontrollen over store dele af Øst- og Centraleuropa. Den sovjetisk kontrollerede del af Tyskland blev senere til Den Tyske Demokratiske Republik ("Øst-Tyskland" eller "DDR"), mens sovjetvenlige kommunistregimer blev indsat i de andre østeuropæiske lande. Der blev ikke afholdt frie valg. Finland blev indrømmet selvstyre, men Stalin sørgede for, at landet var politisk isoleret fra vesten og var økonomisk afhængig af Sovjetunionen. I Grækenland, Italien og Frankrig havde nationale sovjetvenlige kommunistpartier stor folkelig opbakning, og de fik en som regel skjult støtte fra Sovjetunionen.
De vestallieredes sammenlægning af okkupationszonerne i Vesttyskland og indføring af D-marken i disse områder, og dermed indførelsen af markedsøkonomi, førte til vrede hos Sovjetunionen, der ønskede en fælles tysk valutareform hvor den sovjetiske regering kunne gøre sin indflydelse gældende. Sovjetunionen blokerede derefter i 1948 Vest-Berlin, som lå som en vestallieret enklave midt i det sovjetkontrollerede DDR. Håbet var, at vestmagterne ville opgive byen. Blokaden af Berlin slog fejl på grund af de allieredes luftbro. I 1949 skønnede Stalin, at slaget var tabt, og ophævede blokaden, men den kolde krig havde for alvor taget sin begyndelse.
Også i Asien var Sovjetunionen udenrigspolitisk meget aktive. Efter at krigen mod Tyskland i maj 1945 var overstået, havde Sovjetunionen erklæret krig mod Japan, der endnu ikke havde overgivet sig, og i Operation Auguststorm okkuperede de den japanske del af øgruppen Kurilerne nordvest for Hokkaido. Japans nederlag førte også til, at de kinesiske kommunister kunne gå i offensiven. Mao Zedongs kinesiske kommunister opnåede i 1949 at besejre det korrupte veststøttede Kuomintang-styre under den kinesiske borgerkrig. Sovjetunionen anerkendte hurtigt Folkerepublikken Kina, som i starten var en tro allieret med regeringen i Moskva. Både i Korea og i Vietnam spillede den sovjetisk-kinesiske alliance en stor rolle.
Sovjetunionen havde nu udfyldt tomrummet, efter at Japans dominans på den koreanske halvø var afsluttet, og man støttede både de nordkoreanske kommunister i etablering af en egen stat og i den efterfølgende krig mod det USA-støttede Sydkorea.

#### Khrusjtjov og Bresjnev
I magtkampen i Sovjetunionen efter Stalins død i 1953 tabte Stalins fraktion. Nikita Khrusjtjov blev Sovjetunionens nye leder, og konsoliderede sin stilling i en tale til den tyvende sovjetkongres i 1956, hvor han kritiserede og distancerede sig fra Stalins forbrydelser. Dette indledte af-staliniseringen og markerede begyndelsen på en periode med et mere åbent kultur- og samfundsliv i Sovjetunionen. Khrusjtjov-epoken var præget af store indenrigspolitiske eksperimenter, blandt andet med vidtrækkende landbrugsreformer som eksempelvis Jomfrulandplanen. Khrusjtjovs udenrigspolitik huskes bedst for Cubakrisen, hvor Khrusjtjov udfordrede den amerikanske interessesfære på den Vestlige Halvkugle.
Khrusjtsjov sad på position som generalsekretær frem til 1964, da han blev væltet fra posten af Leonid Bresjnev og Nikolaj Podgornyj. Sammen med Aleksej Kosygin dannede disse tre et nyt triumvirat. Bresjnev blev efterfølgende Sovjetunionens stærke mand, og genoptog i nogen grad Stalins linje med fokus på tungindustri. Han forsøgte også at bløde forholdet til USA op, blandt andet gennem Salt-aftalerne, der skulle regulere antallet af atomvåben. Afspændingspolitikken sluttede dog omtrent ved indgangen til 1980'erne, da krigen i Afghanistan og sovjetisk oprustning førte til en ny og koldere periode i forholdet til USA. Bresjnev-epoken var også præget af økonomisk stagnation, noget som førte til folkelig utilfredshed med statsledelsen.

#### Rumkapløbet
Parallelt med våbenkapløbet i den kolde krig var der også et kapløb mellem USA og Sovjetunionen om at komme først til Månen. Rumkapløbet var en rivalisering mellem USA og Sovjetunionen, som varede fra ca. 1957 til 1975. Stormagterne konkurrerede om at udforske verdensrummet og få den første satellit og menneske ud i rummet, og derefter få mennesker til Månen.
Baggrunden for rumkapløbet var spændingerne mellem supermagterne efter anden verdenskrig. Ved at få erobret verdensrummet som den første, kunne man måske få overtaget i konkurrencen mellem de to blokke. Kapløbet startede, da Sovjetunionen sendte Sputnik 1 op den 4. oktober 1957. Rumkapløbet blev en vigtig del af den kolde krig og bidrog blandt andet i propagandamæssigt øjemed, men også til at udvikle ny våbenteknologi. Sovjetunionen tabte kampen om at komme først til Månen, men var blandt andet først ude med at sende et menneske ud i verdensrummet (Jurij Gagarin i 1961) og først ude med en rumvandring (Aleksej Leonov i 1965).

### Gorbatjovs reformer og Sovjetunionens opløsning
I løbet af 1980'erne stod det klart, at Sovjetunionens økonomiske situation var dyster, og der blev efterhånden sat gang i et større reformværk for at forbedre den skrantende økonomi. Efter Bresjnevs død havde man et kort mellemspil med Jurij Andropov og Konstantin Tjernenko, før Mikhail Gorbatjov blev generalsekretær i 1985. Gorbatjov satte gang i omfattende økonomiske reformer (perestrojka), og opblødte også systemet gennem åbning af samfundet og afskaffelse af offentlig censur (glasnost).
I slutningen af 1980'erne begyndte delrepublikkerne i Sovjetunionen processen med at løsrive sig fra Sovjetunionen, da den sovjetiske grundlov åbnede for udmelding. Den 7. april 1990 blev der vedtaget en ny lov, som gav delrepublikkerne lov til at melde sig ud efter folkeafstemninger med mindst to tredjedels flertal for uafhængighed. Mange delrepublikker holdt også for første gang i unionens historie frie valg til nationalforsamlingerne samme år. De nyvalgte nationalforsamlinger begyndte snart at vedtage love, som gik imod de centralt vedtagne love. I 1989 var Boris Jeltsin blevet valgt til leder i det nyoprettede russiske parlament, og den 12. juni 1990 erklærede det russiske parlament, at russiske love skulle have forrang foran sovjetiske love. Den uoverskuelige og rodede juridiske situation fortsatte i 1991, mens sovjetrepublikker i et glidende tempo blev de facto uafhængige.
Den 17. marts 1991 blev der afholdt en folkeafstemning om, hvorvidt unionen skulle fortsætte. I ni af femten sovjetrepublikker blev der flertal for fortsat union, hvilket styrkede Gorbatjovs stilling noget. Sommeren 1991 blev der genforhandlet en ny unionsaftale, som ville omdanne Sovjetunionen til et løsere forbund af halvvejs uafhængige stater.
Selv om otte af sovjetrepublikkerne accepterede aftalen, blev aftalen ødelagt af kupforsøget mod Gorbatjov i august 1991. De konservative kupmagere ønskede at stoppe Gorbatjovs reformproces, der var ved at ødelægge det Sovjetunionen, de kendte, og de var parat til at bruge magt til at holde unionen samlet. Kuppet fejlede, men Gorbatjov blev alligevel den store taber på bekostning af Jeltsin. Magtbalancen var nu i delrepublikkernes favør, og i 1991 fulgte Estland og Letland Litauens eksempel fra 1990 og erklærede sin uafhængighed. De 12 tilbageværende sovjetrepublikker fortsatte forhandlingerne om en ny union, men uden at komme frem til nogen enighed.
Den 8. december 1991 underskrev præsidenterne for Rusland, Ukraine og Hviderusland Minsk-aftalen. Denne aftale etablerede Fællesskabet af uafhængige stater (SNG). Den 21. december blev der underskrevet en lignende aftale mellem alle sovjetrepublikkerne undtagen Georgien, hvilket medførte Sovjetunionens endelige opløsning. Den 25. december gik Gorbatjov endelig af som Sovjetunionens sidste præsident. Dagen efter valgte Den Øverste Sovjet at opløse sig selv, samtidig med at de accepterede opløsningen af unionen. Selv om mange offentlige sovjetiske institutioner bestod en tid endnu, før de blev overført til de nye, uafhængige lande, regnes 26. december 1991 som dagen for Sovjetunionens opløsning.

## Politik
Gennem hele Sovjetunionens levetid var sovjetisk politik fuldstændig domineret af Sovjetunionens kommunistiske parti, det eneste tilladte politiske parti. Partiet anså sig selv som marxistisk-leninistisk og baserede sig på Lenins princip om demokratisk centralisme. Under Khrusjtjov og Bresjnev blev kommunistpartiets dominans endda stærkere end den havde været under Stalin. Den sovjetiske grundlov fra 1977 nævnte simpelthen partiet direkte som "den ledende kraft i Sovjetsamfundet" og "kernen i dets politiske system", og den sørgede dermed for partiets dominans i alle stats- og samfundsorganisationer.
Partiets øverste administrative organ var politbureauet. Partiets ledende rolle betød, at dette forum også blev det øverste statsadministrative magtorgan. Politbureauet skulle i teorien vælges af partiets centralkomité, men fungerede i praksis som et selvsupplerende organ.
Umiddelbart under politbureauet lå ministerrådet og partiets sekretariat. Partiets sekretariat havde hovedansvaret for at kontrollere, at administrationen fulgte op på politiske vedtagelser og fungerede som koordinatorer for styringen af økonomien og samfundslivet. Sekretariatet havde også til opgave at fremlægge forslag til politbureauet. Sekretariatet blev ledet af generalsekretæren, som i realiteten var landets mægtigste person. Alle ansættelser i højere stillinger i statsapparatet måtte også godkendes af partiets sekretariat.
Ministerrådet var nominelt set Sovjetunionens regering. Under Bresjnev havde den over 100 medlemmer og bestod af ministre, statsministre i delrepublikkerne og formænd for forskellige statslige komiteer. Ministerrådet skulle lede den daglige administration af landet, med partiets sekretariat i den førnævnte kontrollerende funktion. Ministerrådet kunne også forberede og fremlægge forslag til politbureauet.
Den øverste lovgivende magt i Sovjetunionen var Den Øverste Sovjet. Parlamentet mødtes imidlertid kun to gange om året og vedtog altid partiets og regeringens forslag uden at protestere, og parlamentet havde derfor nærmest kun symbolsk funktion. Den øverste sovjet havde også et valgt præsidium, hvor lederen var Sovjetunionens præsident og dermed landets formelle statsoverhoved. Præsidiet kunne udstede love, når Den øverste sovjet ikke var samlet.

### Medlemskab i internationale organisationer
Sovjetunionen var medstifter af De forenede nationer i 1945, og landet fik fast plads i FN's sikkerhedsråd med tilhørende vetoret. Ved siden af Sovjetunionen som helhed fik også Den ukrainske socialistiske sovjetrepublik og Den hviderussiske socialistiske sovjetrepublik plads i hovedforsamlingen. Baggrunden for dette var, at Stalin oprindeligt havde krævet, at alle seksten sovjetrepublikker skulle få plads i FN, men under Jaltakonferencen gjorde Roosevelt det klart, at så skulle alle amerikanske delstater også have en plads på tilsvarende vis. Kompromisset blev dermed, at kun Ukraine og Hviderusland kom med, hvilket i realiteten gav Sovjetunionen totalt tre stemmer i hovedforsamlingen. Ukraine og Hvideruslands medlemskab i FN gav ikke meget mening ud fra en juridisk synsvinkel, men eftersom Stalin frygtede et FN alt for domineret af vestmagterne, valgte Roosevelt og Churchill delvis at imødekomme Stalins krav.
Østblokkens modstykke til Det Europæiske Økonomiske Fællesskab var COMECON. COMECON blev stiftet i 1949 efter initiativ fra Stalin, og skulle tilfredsstille satellitstaterne i Østeuropa, som af Sovjetunionen var blevet forbudt at modtage støtte fra den amerikansk finansierede Marshallhjælp. Organisationen voksede efterhånden ud over Europas grænser, og omfattede til sidst 450 millioner mennesker i ti lande på tre kontinenter. Gennem COMECON fik medlemslandene koordineret femårsplanerne med hensyn til udenrigshandel, udvekslet forskningsresultater og teknologi, udvekslet arbejdskraft og muligheden for at samarbejde om udvindingen af naturressourcer.
I 1955 underskrev østbloklandene "Traktaten for venskab, samarbejde og gensidig assistance", en traktat der grundlagde Warszawapagten. Denne traktat var et direkte svar på vestens forsvarsalliance NATO fra 1949. Warszawapagten var fuldstændig domineret af Sovjetunionen og fungerede i praksis som et værktøj for at holde de andre lande i Østeuropa politisk og militært under sovjetisk kontrol. Warszawapagten havde ingen egen kommandostruktur, men var underlagt det sovjetiske forsvarsdepartement. Pagten bidrog til at skabe en facade af fællesskab i øst, mens aftalen i praksis førte til, at Sovjetunionen fik næsten fuld kontrol over de militære styrker i satellitstaterne.

### Administrativ inddeling
Sovjetunionen var formelt en føderation. Mellem 1956 og 1991 bestod unionen af 15 nationale socialistiske sovjetrepublikker (eller unionsrepublikker), som på papiret kunne trække sig ud af unionen, når de ville. Hver sovjetrepublik havde sin egen hovedstad, mens Moskva var hovedstad for hele Sovjetunionen. Den russiske socialistiske føderative sovjetrepublik havde derudover en speciel status. Hver af republikkerne havde sin egen forfatning, som sammen med Sovjetunionens centrale grundlov lagde op til magtfordelingsprincippet. I praksis var det imidlertid regeringen i Moskva, som tog alle beslutninger af betydning, og de regionale parlamenter havde meget lidt indflydelse.
Inden for disse republikker fandtes der yderligere såkaldte autonome socialistiske sovjetrepublikker (ASSR, for eksempel Nakhitjevan), autonome regioner (for eksempel den Jødiske autonome oblast) og autonome distrikter. Alle disse enheder havde delstatskarakter, men med mindre selvstyre end sovjetrepublikkerne. Forskellige tolkninger af Sovjetunionens grundlov af 1977 er i dag en vigtig faktor i flere konflikter i post-sovjetiske stater. Dette gælder blandt andet Abkhasien, som var en autonom republik, og Nagorno-Karabakh, som var en autonom region.

#### Unionsrepublikkerne i 1991 og nuværende stater
I forbindelse med Sovjetunionens opløsning i 1991 blev alle sovjetrepublikkerne selvstændige stater. Af disse er de baltiske stater senere blevet medlem af både NATO og EU, mens resten af efterfølgerstaterne gik ind i Sammenslutningen af Uafhængige Stater (SNG). Tidligere sovjetrepublikker er også på egen hånd blevet medlemmer af en række andre mellemstatslige organisationer, blandt andet GUAM og Shanghai-gruppen. Tabellen herunder viser de tidligere sovjetrepublikker og de nuværende lande og opsummerer de vigtigste mellemstatslige organisationer, som disse er med i.
| Unionsrepublik i USSR | Unionsrepublik i USSR | Unionsrepublik i USSR | Unionsrepublik i USSR | Nuværende stat | SNG       | NATO | EU   | EAEC | GUUAM     | CSTO | SCO  |
| --------------------- | --------------------- | --------------------- | --------------------- | -------------- | --------- | ---- | ---- | ---- | --------- | ---- | ---- |
| Russiske SFSR         | 1922–56               | Russiske SFSR         | 1956–91               | Rusland        | 1991      | –    | –    | 2002 | –         |      | 1996 |
| Karelsk-finske SSR    | 1940–56               | Russiske SFSR         | 1956–91               | Rusland        | 1991      | –    | –    | 2002 | –         |      | 1996 |
| Hviderussiske SSR     | Hviderussiske SSR     | Hviderussiske SSR     | 1922–91               | Hviderusland   | 1991      | –    | –    | 2002 | –         |      | –    |
| Estiske SSR           | Estiske SSR           | Estiske SSR           | 1940–91               | Estland        | –         | 2004 | 2004 | –    | –         | –    | –    |
| Lettiske SSR          | Lettiske SSR          | Lettiske SSR          | 1940–91               | Letland        | –         | 2004 | 2004 | –    | –         | –    | –    |
| Litauiske SSR         | Litauiske SSR         | Litauiske SSR         | 1940–91               | Litauen        | –         | 2004 | 2004 | –    | –         | –    | –    |
| Moldovske SSR         | Moldovske SSR         | Moldovske SSR         | 1940–91               | Moldova        | 1991      | –    | –    | Obs. | 1997      | –    | –    |
| Ukrainske SSR         | Ukrainske SSR         | Ukrainske SSR         | 1922–91               | Ukraine        | 1991      | –    | –    | Obs. | 1997      | –    | –    |
| Transkaukasiske SFSR  | 1922–36               | Armenske SSR          | 1936–91               | Armenien       | 1991      | –    | –    | Obs. | –         |      | –    |
| Transkaukasiske SFSR  | 1922–36               | Aserbajdsjanske SSR   | 1936-91               | Aserbajdsjan   | 1991      | –    | –    | –    | 1997      | –    | –    |
| Transkaukasiske SFSR  | 1922–36               | Georgiske SSR         | 1936–91               | Georgien       | 1993-2008 | –    | –    | –    | 1997      | –    | –    |
| Kasakhiske SSR        | Kasakhiske SSR        | Kasakhiske SSR        | 1936–91               | Kasakhstan     | 1991      | –    | –    | 2002 | –         |      | 1996 |
| Kirgisiske SSR        | Kirgisiske SSR        | Kirgisiske SSR        | 1936–91               | Kirgisistan    | 1991      | –    | –    | 2002 | –         |      | 1996 |
| Tadsjikiske SSR       | Tadsjikiske SSR       | Tadsjikiske SSR       | 1929–91               | Tadsjikistan   | 1991      | –    | –    | 2002 | –         |      | 1996 |
| Turkmenske SSR        | Turkmenske SSR        | Turkmenske SSR        | 1925–91               | Turkmenistan   | 1991-2005 | –    | –    | –    | –         | –    | –    |
| Usbekiske SSR         | Usbekiske SSR         | Usbekiske SSR         | 1925–91               | Usbekistan     | 1991      | –    | –    | –    | 1999–2005 | –    | 2001 |

- Unionsrepublik i USSR: Navn på unionsrepublikken og tidsrum for medlemskabet i Sovjetunionen
- Nuværende stat: Stat som efter 1991 har været uafhængig og internationalt anerkendt som selvstændigt land
- SNG:Medlemskab i Sammenslutningen af Uafhængige Stater
- NATO: Medlemskab i NATO
- EU: Medlemskab i Den europæiske union
- EAEC: Medlemskab i det eurasiske økonomiske samarbejdsområde EAEC (eller EURASEC)
- GUAM: Medlemskab i det demokratiske og økonomiske samarbejdsområde GUAM
- CSTO: Medlemskab i den kollektive sikkerhedspagt i SNG, CSTO
- SCO: Medlemskab i Shanghai-gruppen
- Obs.: Observatør-status i EAEC

### Sovjetledere
| Navn                 | Periode   | Kommentar |
| -------------------- | --------- | --- |
| Mikhail Gorbatjov    | 1985–1991 | Det lykkedes Gorbatjov at reformere Sovjetunionen, men han kunne ikke holde landet samlet. |
| Konstantin Tjernenko | 1984–1985 | Tjernenko var leder i knap 13 måneder og havde et så dårligt helbred, at han reelt var ude af stand til at lede landet. |
| Jurij Andropov       | 1982–1984 | Andropov var leder i 16 måneder og gennemførte en oprydning i det sovjetiske lederskab. |
| Leonid Bresjnev      | 1964–1982 | Bresjnevs periode var præget af økonomisk stagnation, en tiltagende personlighedskult, forsøg på afspænding med USA i 1970'erne, men også af invasionen af Tjekkoslovakiet i 1968 og Afghanistan i 1979, der forværrede forholdet til USA betragteligt. |
| Nikita Khrusjtjov    | 1953–1964 | Khrusjtjov huskes bedst for storstilede landsbrugsreformer og udenrigspolitiske eventyr som Cubakrisen. |
| Georgij Malenkov     | 1953      | Malenkov blev statsminister efter Stalins død, men blev hurtigt sat på sidelinjen af Khrusjtjov. |
| Josef Stalin         | 1924–1953 | Stalin førte landet sejrrigt gennem den anden verdenskrig og en storstilet industrialisering. Men han huskes måske mest for deportationer, enorme udrensninger og Gulag-systemet.                                                                       |
| Vladimir Lenin       | 1922–1924 | Lenin var Sovjetunionens grundlægger, men fik ikke stor indflydelse på statens opbygning pga. sin sygdom. |

### Militær
Sovjetunionens forsvar havde fem militære grene: Hæren, de strategiske raketstyrker (RVSN), luftforsvarsstyrkerne (PVO), det offensive luftvåben (VVS) og marinen. Den sovjetiske hær var kendt som Den Røde Hær og var opstået som bolsjevikkernes styrker under borgerkrigen. Hæren var den forsvarsafdeling med mest politisk indflydelse og havde i 1989 to millioner mand under våben fordelt på 150 motoriserede riffeldivisioner og 52 panserdivisioner. Den sovjetiske marine var frem til starten af 1960'erne en relativt lille forsvarsgren, men efter Cubakrisen blev den kraftigt udvidet under Sergej Gorsjkovs ledelse. Sovjetmarinen var særligt kendt for missilkrydsere og avancerede ubåde og havde en mandskabsstyrke på 500 000 mand (1989).
De strategiske raketstyrker (RVSN) rådede over mere end 1 400 interkontinentale ballistiske missiler (ICBM) fordelt på 28 baser og 300 kommandocentre. Størstedelen af styrken var tunge R-36 (NATO-betegnelse "Satan" og Pentagons kode SS-18) og UR-100N ("Stilleto" og SS-19) ICBM, men i slutningen af unionens levetid skiftede fokusset til en vis grad hen imod lettere og mere mobile enheder. Det offensive luftvåben (VVS) havde hovedfokus på strategiske bombefly og skulle i en krigssituation ødelægge fjendens infrastruktur og kernevåbenfaciliteter. Luftvåbnet havde også jagerbombere og taktiske transportfly, som skulle støtte hæren i kamp. Den femte våbengren var luftforsvarsstyrkerne (PVO), som blev udskilt som en egen våbengren i 1948. Disse havde ansvaret for at beskytte sovjetisk infrastruktur, industri og strategiske raketstyrker i tilfælde af luftangreb.
Sovjethæren var i efterkrigstiden involveret i flere konflikter. Blandt disse var opstanden i Østtyskland (1953), Opstanden i Ungarn (1956) og Opstanden i Tjekkoslovakiet (1968). Sovjetunionen var også indblandet i borgerkrigen i Afghanistan i ni år fra 1979.

## Økonomi
Efter den såkaldte krigskommunisme under borgerkrigen havde Lenin indført den såkaldte "nye økonomiske politik" (NEP) i 1920'erne for at genrejse økonomien. Stalins vision var anderledes – han mente, at udviklingen mod et socialistisk samfund kunne forceres ved at mobilisere landets ressourcer gennem en stærk statslig styring. Han fik partiet til at vedtage femårsplaner for industrialisering, med hovedvægt på at udbygge især tungindustrien, fundamentet for militær oprustning. Den første femårsplan blev lanceret i 1928. Under anden verdenskrig blev meget sovjetisk industri flyttet langt østpå for at undgå, at den skulle falde i tyskernes hænder. Efter krigen blev en stor del af den tyske industri taget som krigsbytte, sammen med dygtige tyske ingeniører og videnskabsmænd.
Efter NEP-perioden havde Sovjetunionen en centralstyret økonomi – en såkaldt planøkonomi, der er karakteristisk for det kommunistiske økonomiske system og en direkte modsætning til kapitalismen. Al økonomisk virksomhed fandt sted efter planer fra bureauet Gosplan. Før kollapset i løbet af 80´erne var den sovjetiske økonomi den største planøkonomi i verden. Sovjetunionens bruttonationalprodukt (BNP) var estimeret til 2,4 billioner USD (1986), hvilket svarede til 8 375 USD pr. indbygger. Den økonomiske vækst (justeret for inflation) var på samme tid ca. 1,5 %. Til sammenligning havde Norge i 1989 et BNP på 75,8 milliarder USD (17 900 pr. indbygger) og en økonomisk vækst på 5,7 %, mens USA havde et BNP på $5,2 billioner USD (21 082 pr. indbygger) og en økonomisk vækst på 2,9 %.

### Landbrug
Det sovjetiske landbrug var hovedsagelig baseret på kollektivbrug og statsbrug, disse stod for størsteparten af produktionen af hvede, kartofler, sukker, bomuld, solsikker og lin. Private jordstykker var også vigtige i fødevareproduktionen, her blev der specielt produceret kød, mælk, æg og grøntsager. På trods af dette var der en underproduktion af mad, og store mængder korn og kød måtte importeres. Selv om landbruget blev prioriteret fra statens side var der mange strukturelle svagheder i systemet, blandt andet utilstrækkelig gødning, manglende kølesystemer, dårlig lagring og transport, samt urealistisk planlægning og styring af landbrugssektoren.
Hovedårsagen til knapheden på mad var dog udbredt korruption, lav arbejdsmoral og svind. En tredjedel af de producerede varer på kollektivbrugene og statsbrugene forsvandt på vejen fra jorden til forbrugerne. Samtidig kunne bonden ikke se nogen fordel i at arbejde på kollektivbrugene; en bonde i 1950 fik 2⁄3 af sin indtægt fra at arbejde på sit lille private jordstykke i fritiden og kun 1⁄3 fra fuldtidsjobbet i stats- eller kollektivbruget. Når bøndernes små, private jordstykker i 1950 stod for 38 % af landets samlede fødevareproduktion er det tydeligt, at produktiviteten på fællesjorden var langt lavere end den kunne have været under andre produktionsformer.
På trods af at Khrusjtjov i 1960 erklærede, at Sovjetunionen skulle overgå USA i kødproduktion inden 1980 var der ikke meget, som ændrede sig.

### Fiskeri
Sovjetunionen havde verdens største havgående fiskerflåde. Størstedelen af fiskeriet foregik i Atlanterhavet og i Stillehavet, kun 10 % af fiskeriet blev gjort i indsøer og i floder.

### Industri
Sovjetisk industri voksede efterhånden og gjorde landet til det næststørste industriland i verden. Graden af industrialisering varierede meget længere inde i landet, de mest industrialiserede dele af Sovjetunionen var det nordvestlige Rusland, områderne lige øst for Ural og det østlige Ukraine. Mindst industrialiseret var Centralasien, Moldova, Hviderusland og det vestlige Ukraine. De højst prioriterede industrisektorer var maskinindustrien og metalindustrien, i tillæg til produktionen af forsvarsmateriel. Produktionen af forbrugsvarer blev prioriteret i mindre grad. Størstedelen af forskningsressourcerne blev brugt i forsvarssektoren. Sovjetunionen var selvforsynende med energi og kunne eksportere overskydende energi til andre lande. Landet var til sidst i dets levetid verdens største producent af olie og naturgas, og verdens næststørste producent af kul. De vigtigste kilder til elektrisk strøm var kul, petroleum, atomenergi og vandkraft.
Det var et mål for sovjetmyndighederne at være selvforsynende, og udenrigshandelen spillede derfor en mindre rolle for landets økonomi. I 1985 var importen og eksporten samlet set på 185,9 milliarder USD, hvilket kun udgjorde 4 % af det samlede BNP. Landets vigtigste handelspartnere var de andre kommunistiske lande i Østeuropa, handelen med disse udgjorde 67 % af udenrigshandelen. Af den resterende udenrigshandel var 22 % med I-lande og 11 % med Ulande. De vigtigste eksportvarer var petroleumsprodukter, industriudstyr, metaller, tømmer, landbrugsvarer, maskinudstyr og våben og andet militært udstyr. De vigtigste importvarer var korn og andre landbrugsvarer, stål (specielt rørledninger), industrivarer og forbrugsvarer. Handelen med andre kommunistiske lande foregik på bilateral basis, hvor importen og eksporten var lige stor og dermed skulle udligne hinanden. Med vesten var der stadig underskud i handelsbalancen, men dette blev opvejet af indtægten ved våbeneksport til den tredje verden. Kendte sovjetiske eksportvarer inkluderede bilmærkerne Lada og Moskvitch, lastbilerne Kamaz og Ural, våben som automatgeværet AK-47 og kampvognen T-55, kameramærket Zenit m.fl..
Den økonomiske vækst stødte på problemer fra 1970-tallet. Man måtte hæve varernes kvalitet for at kunne konkurrere på eksportmarkedet, dette viste sig vanskeligt. Produktionen af forbrugsvarer var altid mindre end efterspørgslen, hvilket førte til en vedvarende vareknaphed. Kvaliteten på mad, tøj og tjenester var også ofte utilstrækkelig for indbyggerne. Sent i 1980'erne blev der indført økonomiske reformer, specielt under Gorbatjovs perestrojka, hvor central styring blev reduceret til fordel for øget lokalt selvstyre og en vis markedstilpasning.

### Valuta
Sovjetunionens valuta hed rubel (valutakode: SUR), og var inddelt i 100 kopek. Det var ikke lovligt at veksle rubler uden for landets grænser, og indenlands blev vekslingskursen bestemt af myndighederne. I forbindelse med valutareformen i 1961 blev kursen sat til 90 kopek for én dollar. Kursen kunne variere fra år til år, for eksempel gik den gradvist fra 0,838 rubler for én dollar i 1985 til 0,580 rubler for én dollar i 1990. Siden vekselkursen med andre valutaer var sat urealistisk højt blev der skabt et stort sortbørsmarked for handel med udenlandsk valuta i Sovjetunionen.

### Transport
Sovjetunionen havde i 1991 ca. 1 100 lufthavne. Luftflåden var på ca. 4 000 civile fly. Jernbanenettet var på samme tid på totalt 147 400 kilometer, hvoraf 53 900 var elektrificeret. Vejnettet var på 1 757 000 kilometer, hvoraf 1 310 600 var asfalteret. Landet havde 123 700 kilometer med farbare vandveje (ikke inkluderet Kaspiske Hav). Sovjetunionens vigtigste havnebyer var Leningrad, Riga, Tallinn, Kaliningrad, Liepāja, Ventspils, Murmansk og Arkhangelsk. Den sovjetiske handelsflåde var på ca. 2 500 havgående fartøjer.

## Samfund

### Uddannelsessystem
I Sovjetunionen var børn fra syv år skolepligtige. Dette var de frem til at de skulle på videregående uddannelser når eleverne var 17 eller 18 år. De første otte år var fælles for alle elever, mens der var fire valgmuligheder for de sidste to år. 60 procent valgte at bruge de sidste to år på almene fag, som gav ret til at tage adgangseksamen til universiteter og faghøjskoler. Det var også tilladt at tage en mere specialiseret og teoretisk uddannelse på de videregående uddannelser og derefter få et job uden højere uddannelse, dette tog tre eller fire år. Der fandtes også erhvervsskoler med studieforløb over to til fire år. Det sidste alternativ var at gå lige ud i et ufaglært industrijob efter ottende klasse, men så skulle man fuldføre skolegangen på aftenskole eller fjernundervisning. Imidlertid mislykkedes det for halvdelen af sidstnævnte gruppe, at fuldføre videregående skoleuddannelse.
Skolepensa blev styret fra centralt hold, det samme blev lærebøger, fraværspolitik og eksaminer. Der blev stillet høje krav til elevene med hovedvægt på realfag og sprog, uddannelsen i første fremmedsprog foregik over seks år. De humanistiske fag var ideologisk baserede, med stort fokus på marxisme. De sidste to år blev alle elever pålagt at have to timer om ugen med militær træning.
Grundloven garanterede alle indbyggere skolegang på modersmålet, men dette gjaldt ikke altid i praksis for mindre sprog eller for elever bosat udenfor deres eget sprogområde. For ikke-russere var der også obligatorisk undervisning i russisk. Siden det store flertal af højere uddannelser foregik på russisk, valgte mange at sende deres børn på russisksprogede grundskoler.
De højere uddannelser var opdelt i to systemer – universiteter og faghøjskoler (kaldet "institutter"). En universitetsuddannelse varede typisk fem år, og var hovedsageligt yderst specialiseret. Samtidigt blev studenterne pålagt at tage emner i ideologiske temaer (marxisme, kommunistpartiets historie), at tage et fremmedsprog og have obligatorisk gymnastik. Efter de grundlæggende studier kunne man fortsætte til en kandidat nauk-grad, noget som svarer til Ph.d.. Den højeste akademiske grad var doktor nauk, der omtrent svarer til en doktorgrad i det europæiske system.
Optagelsen til universiteterne skete to gange årlig efter hårde optagelsesprøver. Man søgte ind på specifikke studier, og optagelsesprøverne varierede med studiet. På grund af mange ansøgere var det vanskeligere at komme ind på de prestigefyldte universiteter, heriblandt Moskvas Statsuniversitet og Leningrads Statsuniversitetet. Antallet af studiepladser indenfor hvert fagområde blev bestemt centralt af ministeriet for højere uddannelse i Moskva efter de til enhver tid rådende prognoser for industriens fremtidige behov. Ansøgere med minoritetsbaggrund havde deres egne kvoter ved optagelse til universiteter.
Al højere uddannelse blev finansieret over de offentlige budgetter, og der blev ikke opkrævet brugerbetaling. Studenterne fik også stipendier til leveomkostninger, og studenter med gode resultater fik højere stipendier.
Der var en lille smule overlap imellem uddannelserne som blev tilbudt på universiteter og på højskoler; alle professionsuddannelser (som medicin og arkitektur) hørte hjemme i højskolesystemet. Højskolerne var altid specialiserede og havde undervisning indenfor kun et fagområde (med undtagelse af de obligatoriske emner i ideologi, fremmedsprog og gymnastik). Højskolerne var også mere praktisk indrettede end universiteterne. Højskoleuddannelsen varede fem eller seks år.
Universiteterne og højskolerne arbejdede tæt sammen med industrien, og færdiguddannede kandidater blev beordret til stillingerne af specielle ansættelseskommissioner. De nyuddannede kunne til en vis grad komme med ønsker til kommissionen, men kommissionens afgørelse var altid gældende. Dette gjorde at ægtefæller kunne blive beordret til forskellige egne af landet. Pligtarbejdsperioden varede i to år, hvorefter man i reglen selv kunne vælge hvor man ville søge arbejde.

## Sovjetstøttede lande
- Albanien (indtil 1960)
- Angola
- Bulgarien
- Cuba
- DDR (indtil 1990)
- Egypten (indtil 1976)
- Jugoslavien (indtil 1948)
- Mongoliet
- Nordkorea
- Polen
- Rumænien
- Somalia (indtil 1977)
- Syrien
- Tjekkoslovakiet
- Ungarn
- Vietnam

## CCCP
CCCP er en kyrillisk forkortelse for Союз Советских Социалистических Республик, der med det latinske alfabet skrives som Sojus Sovetskikh Sotsialistitjeskikh Respublik (SSSR), og var den russiske benævnelse for Sovjetunionen.
Blandt andre benyttede akronymer for Sovjetunionen kan nævnes:
| Dansk:     | USSR  | Unionen af Socialistiske Sovjetrepublikker       |
| Engelsk:   | USSR  | Union of Soviet Socialist Republics              |
| Estisk:    | NSVL  | Nõukogude Sotsialistlike Vabariikide Liit        |
| Fransk:    | URSS  | l'Union des Républiques Socialistes Soviétiques  |
| Italiensk: | URSS  | L'Unione delle Repubbliche Socialiste Sovietiche |
| Polsk      | ZSRR  | Związek Socjalistycznych Republik Radzieckich    |
| Slovensk:  | ZSSR  | Zveza sovjetskih socialističnih republik         |
| Tysk:      | UdSSR | Union der Sozialistischen Sowjetrepubliken       |
| Tyrkisk:   | SSCB  | Sovyet Sosyalist Cumhuriyetler Birliği           |
| Ungarsk:   | SSKS  | Szovjet Szocialista Köztársaságok Szövetsége     |

## Ekstern henvisning
- Oprør eller kup? Førte Lenin til Stalin? Arkiveret 11. juli 2007 hos  Wayback Machine – Et dementi af den gængse analyse af USSR.
- Den russiske revolution i bagklogskabens lys (Webside ikke længere tilgængelig)
- Myten om "socialisme" i Sovjetunionen Arkiveret 16. juli 2007 hos  Wayback Machine
- A Country Study: Soviet Union (Former) fra det amerikanske kongressbibliotek
- Images of the Soviet Union – en samling billeder som viser fotos fra hverdagssituationer i Sovjetunionen
- Impressions of Soviet Russia, af John Dewey Arkiveret 21. januar 2008 hos  Wayback Machine
- Sovjetiske propaganda-plakater
- Kort over USSR, grænser, republikker og territorium USSR